# ورزشگاه آنتونیو کویمبرا دا موتا
ورزشگاه آنتونیو کویمبرا دا موتا (به پرتغالی: Estadio António Coimbra da Mota) یک ورزشگاه چند منظوره در استوریل، پرتغال است. این ورزشگاه در حال حاضر بیشتر برای مسابقات فوتبال استفاده می‌شود و استادیوم خانگی باشگاه ورزشی اشتوریل پرایا است. این ورزشگاه گنجایش ۸۰۰۰ تماشاگر را دارد. این ورزشگاه همچنین میزبان بازی‌های خانگی تیم دوم اشتوریل پرایا است.

## کاربرد

### فوتبال
تیم ملی فوتبال سوئد از این ورزشگاه به عنوان محل تمرین برای آماده‌سازی در مسابقات جام ملت‌های اروپا ۲۰۰۴ استفاده کرد.
این ورزشگاه همچنین میزبان بازی‌های تیم جوانان پرتغال به‌ویژه تیم ملی فوتبال زیر ۲۱ سال پرتغال بوده‌است. آخرین بازی آنها در ۹ سپتامبر ۲۰۱۱ در یک بازی دوستانه در برابر تیم ملی فوتبال زیر ۲۱ سال اسلواکی بود که با نتیجه ۱– ۱ به پایان رسید.
در ۳۱ مارس ۲۰۱۵، تیم بزرگسالان پرتغال در این زمین، در یک بازی دوستانه مقابل تیم ملی دماغه سبز به میدان رفت.
در ۸ نوامبر ۲۰۱۸، این ورزشگاه میزبان یک بازی دوستانه بین‌المللی بین تیم‌های ملی زنان پرتغال و ایالات متحده بود.

### راگبی
این استادیوم همچنین میزبان بازی‌هایی در رشته راگبی بوده‌است.